# Thier de Caster

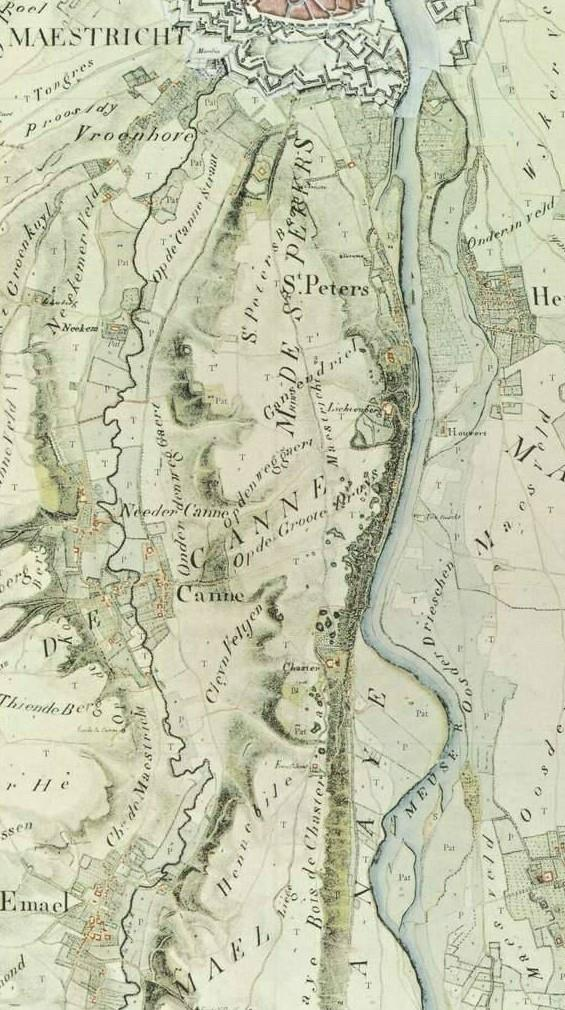
La montagne Saint-Pierre sur la carte Tranchot de 1828, où la zone du versant oriental entre la ligne de Canne et la ligne d'Emael appartient au thier de Caster

Le thier de Caster est un zone historique protégée située sur le territoire de la commune belge de Visé. Ce site est situé dans la partie sud de la montagne Saint-Pierre, au sein du plateau de Caestert, sur le versant oriental escarpé du plateau surplombant la vallée de la Meuse, à l'ouest de Petit-Lanaye. Il se distingue par la présence de la falaise de la Meuse et de nombreuses carrières de marne creusées dans son flanc.

## Situation
Le thier de Caster est délimité au nord par la frontière avec les Pays-Bas, à l'est par le bas de la pente, à l'arrière des jardins ou des maisons de Petit-Lanaye, au sud par les écluses de Lanaye près du canal Albert, au sud-ouest en remontant obliquement jusqu'à la lisière du bois au sommet du plateau, suivant en grande partie la lisière du bois, et à l'ouest par la rue de Caster/Luikerweg jusqu'à la frontière avec les Pays-Bas.

## Bâtiments
Au sommet du plateau, dans le thier de Caster, se dresse la monumentale ferme de Caestert. Autrefois, derrière la ferme se trouvaient le château de Caestert et la chapelle de Caestert, mais tous deux ont été démolis en 1972,
Au fil des siècles, de nombreuses carrières de marne ont été creusées sous terre dans le thier de Caster, parmi lesquelles la carrière de Caestert, le tombeau de Caestert, la carrière du château, la carrière de Lanaye Supérieur, la carrière de Lanaye Intermédiare et la carrière de Lanaye Inférieure. Une carrière à ciel ouvert, la Vallée Perdue, a également été exploitée pour l'extraction de marne.

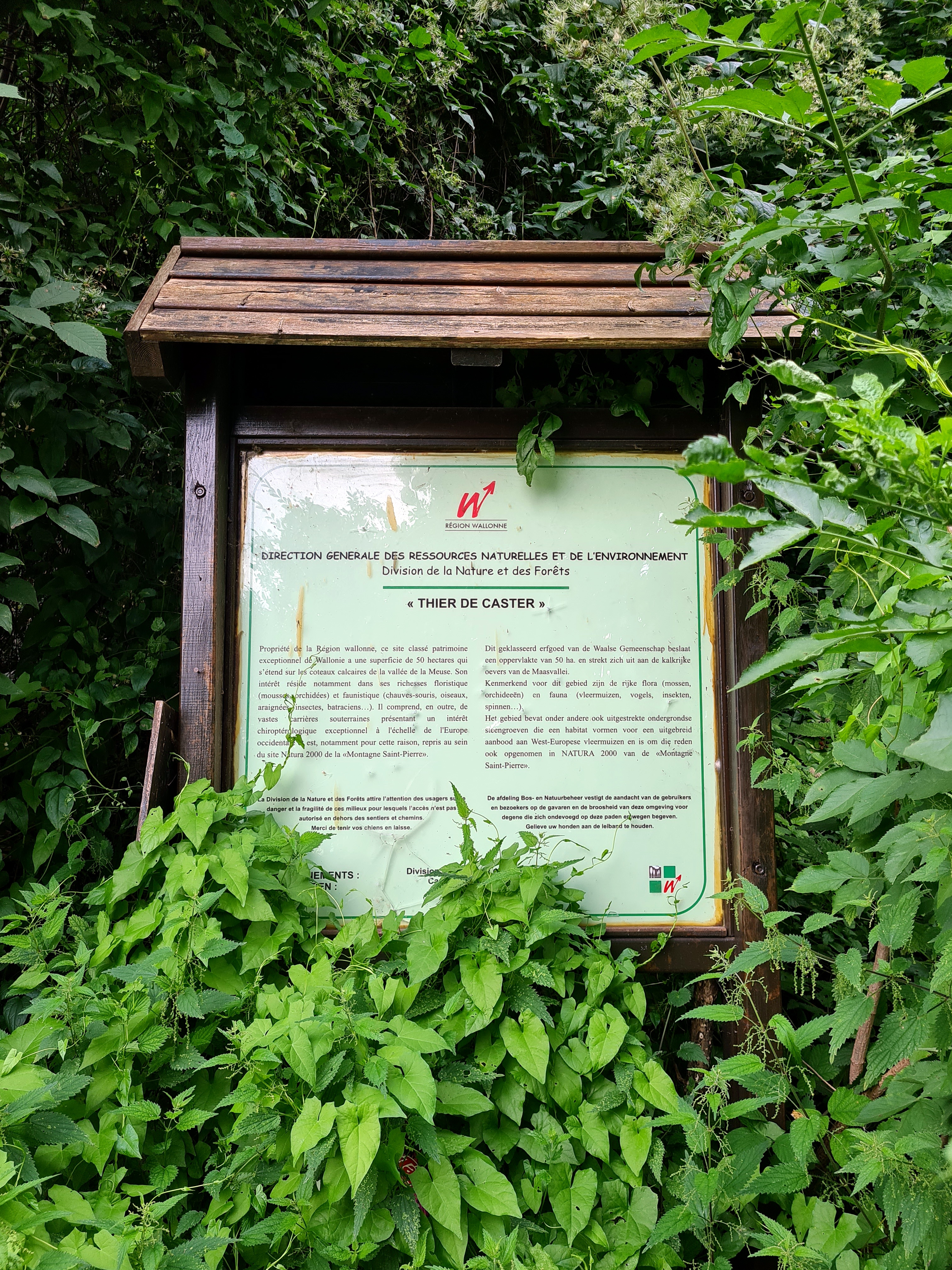
Tableau d'information
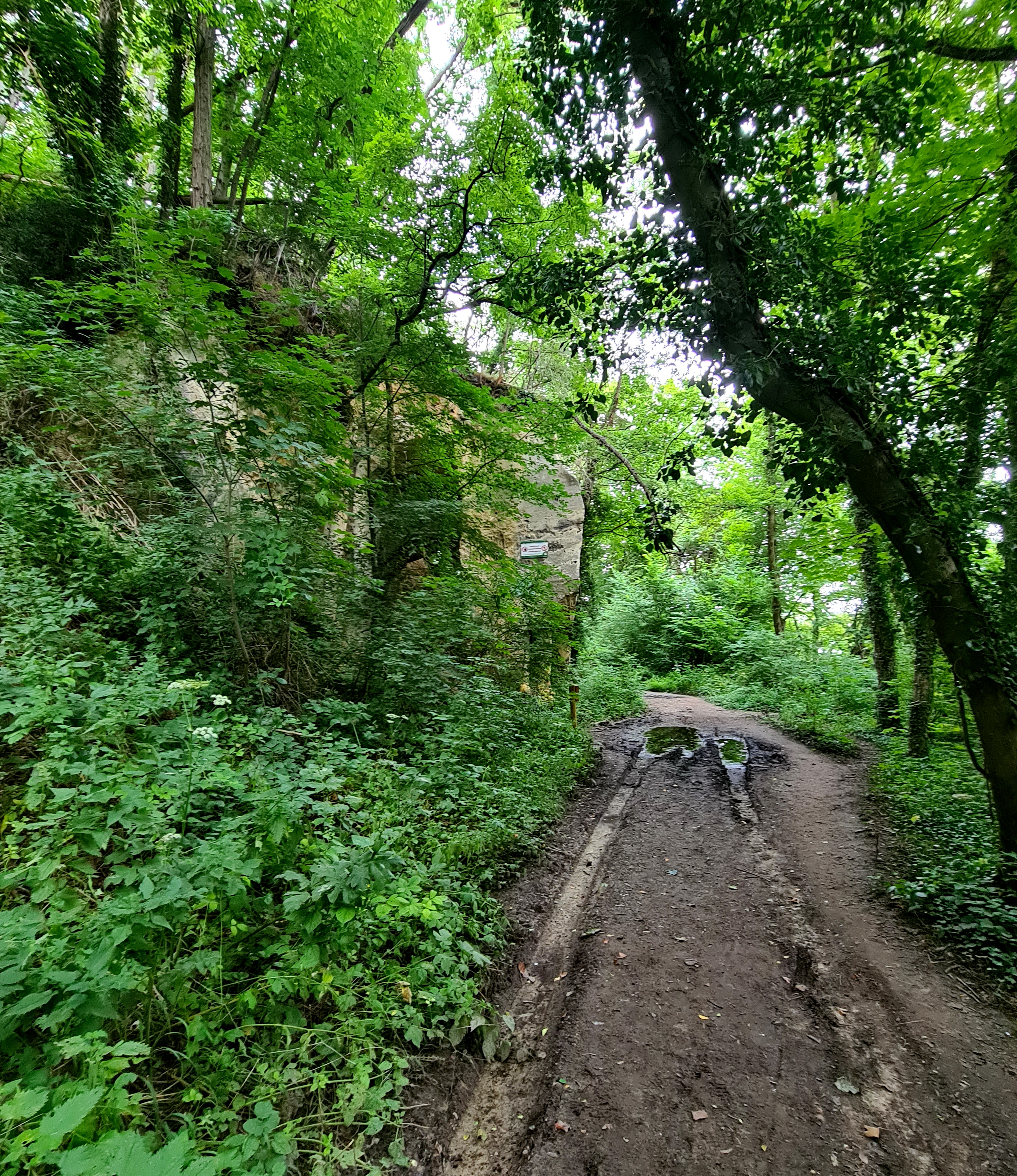
Chemin forestier
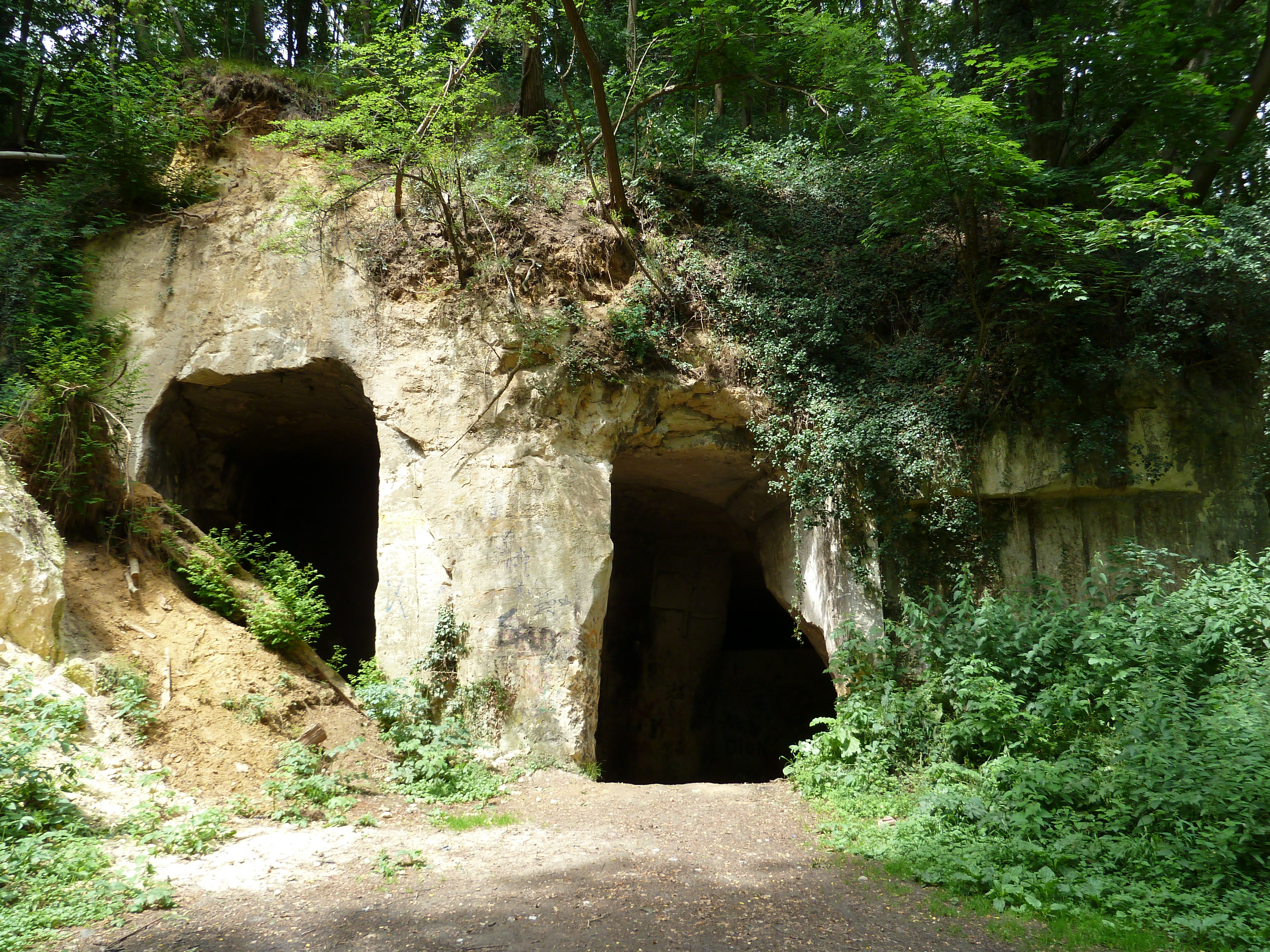
Vallée Perdue
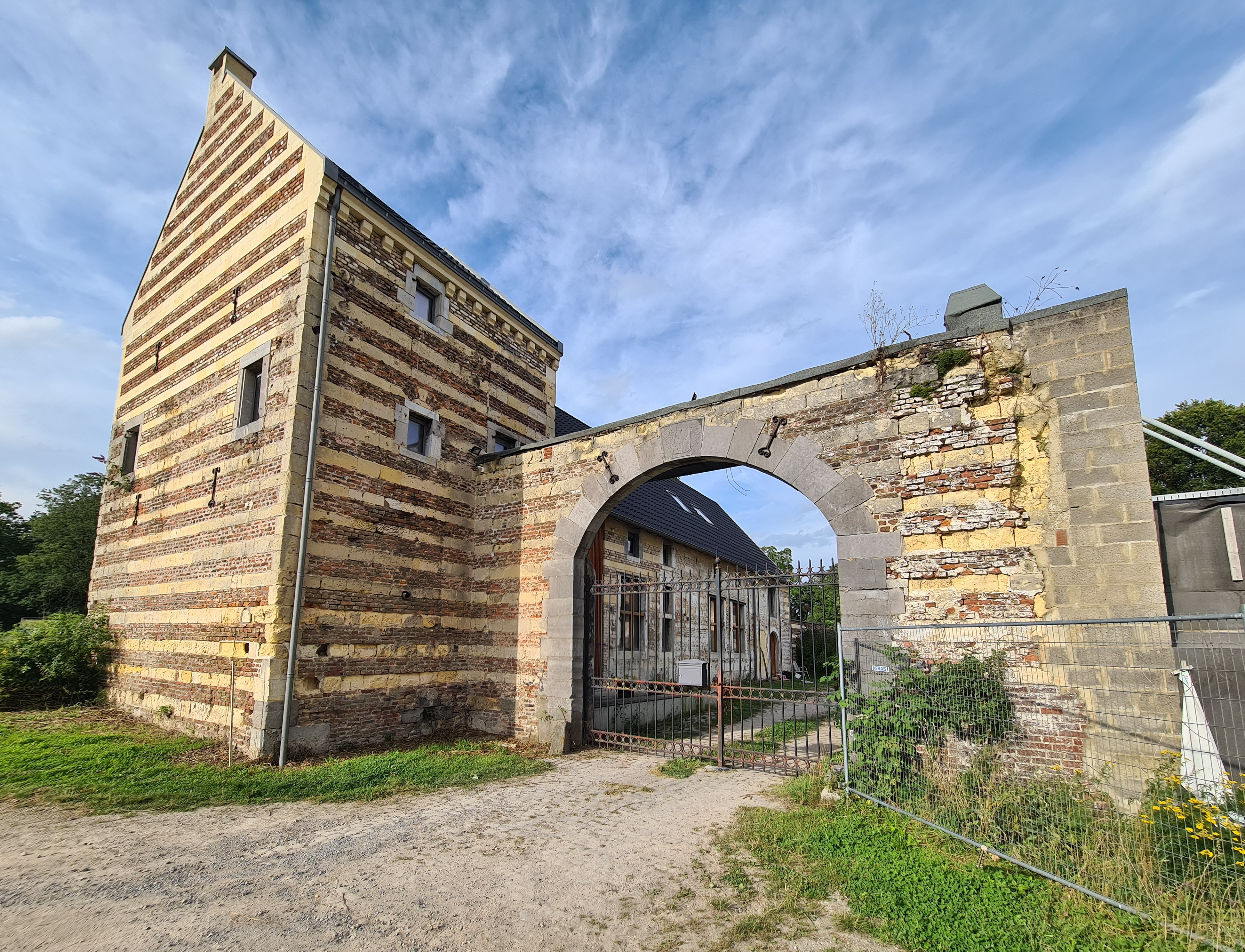
Ferme de Caestert